# Matthias von Buchegg

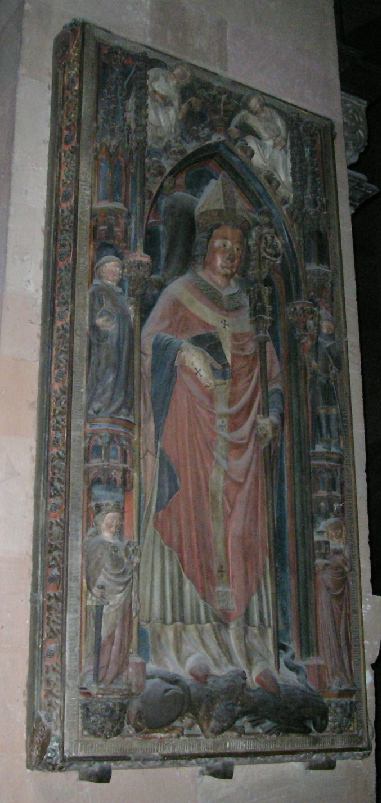
Erzbischof Matthias von Buchegg. Grabdenkmal im Mainzer Dom.

Matthias von Buchegg OSB († 9. September 1328 in Miltenberg) war Erzbischof und Kurfürst von Mainz und Reichserzkanzler des Heiligen Römischen Reiches.

## Vorgeschichte
Matthias entstammte dem Schweizer Geschlecht der Grafen von Buchegg. Seine Eltern waren Graf Heinrich von Buchegg und Adelheid von Strassberg. 1304 ist er als Kustos der elsässischen Murbach bezeugt. Später wurde er Propst der von Murbach abhängigen Propstei Luzern.

## Erzbischof von Mainz
Matthias’ Wahl zum Erzbischof von Mainz erfolgte ähnlich wie die seines Vorgängers Peter von Aspelt. Nach dessen Tod wählte das Mainzer Domkapitel 1320 den Trierer Erzbischof Balduin von Luxemburg zum neuen Erzbischof. Dieser trat sogleich bis zur päpstlichen Bestätigung sein Amt als Administrator an. Seine Bestätigung wurde jedoch von Papst Johannes XXII. nie erteilt. Johannes bestand auf dem von Papst Bonifatius VIII. im Jahre 1300 verfügten Recht zur Provision des Mainzer Erzstuhls und ernannte stattdessen am 4. September 1321 Matthias von Buchegg zum neuen Erzbischof. Dies lag darin begründet, dass Balduin ein Parteigänger Ludwigs des Bayern war, den der Papst aus eigenen Machtinteressen bekämpfte. Matthias dagegen stand wie Johannes auf Seiten des Österreichers Friedrich. Er war außerdem der bislang letzte Mönch auf dem Mainzer Bischofssitz.
Balduin von Luxemburg erkannte Matthias sofort als rechtmäßigen Erzbischof von Mainz an, was sich als weitsichtig herausstellte, denn dadurch gewann er den Mainzer Erzbischof als Vertrauten und konnte ihn so seiner eigenen Position in der offenen Königsfrage annähern.

### Die Haltung des Erzbischofs im Streit zwischen Papst Johannes XXII. und König Ludwig dem Bayern
Diese Annäherung führte dazu, dass Matthias die Politik des Papstes und dessen Kampf gegen Ludwig nur widerwillig unterstützte, weswegen er vom Papst oftmals gerügt und sogar mit Kirchenstrafen belegt wurde. Der Papst verlangte von Matthias Gefolgschaft aus Dankbarkeit für seine Ernennung in das hohe Amt des Erzbischofs von Mainz. Zudem setzte er den Erzbischof mit finanziellen Forderungen unter Druck, die die Päpstliche Kurie vom Erzbistum Mainz einforderte. Es handelte sich um so genannte Servitien, also Abgaben, die ein Bistum an den Papst zu zahlen hatte, und um Forderungen aus Einkünften, die das Erzbistum aus Mensalgütern schöpfte. Erst nachdem Matthias diese Schulden teilweise beglichen und sich zu weiteren Zahlungen verpflichtet hatte, wurde er am 3. Juli 1323 zum Bischof geweiht. Den versprochenen Zahlungsverpflichtungen konnte er auch aus finanziellen Gründen jedoch nie nachkommen, weswegen er zeitweise der Exkommunikation, Suspension und dem Interdikt verfiel. Johannes XXII. befreite ihn jedoch bald wieder von diesen (wirkungslos gebliebenen) Strafen und erließ ihm außerdem einen Teil der Schulden, um ihn an sich zu binden. Tatsächlich wurden bis zum Tod Matthias’ überhaupt keine Gelder vom Erzbistum an den päpstlichen Hof (damals in Avignon) überwiesen. Johannes sanktionierte dieses Verhalten jedoch nicht weiter, da er den Erzbischof als Verbündeten brauchte, um an Stelle des resignierten Friedrich König Karl IV. von Frankreich auf den deutschen Königsthron zu heben.
In diesem zunehmend grundsätzlichen Streit nahm Matthias jedoch trotz allen päpstlichen Wohlwollens eine abwartende Stellung ein. In offene Opposition gegen den Papst trat er allerdings nie.

### Politisches Wirken
Am 17. Januar 1328 ließ sich Ludwig der Bayer in Rom von Kardinal Sciarra Colonna „im Namen des römischen Volkes“ die Kaiserkrone aufsetzen. Dies war Ausdruck eines nunmehr weltlich verstandenen Königtums, was den Machtansprüchen des Papstes entgegenstand. Es war aber auch Ausdruck eines bürgerlichen Selbstverständnisses, welches in der Folge häufiger zu Spannungen zwischen Bürgern und privilegiertem Klerus führen sollte. Auch in Erfurt und Mainz, den wichtigsten Städten des Erzbistums Mainz, gab es derartige Bestrebungen. Matthias von Buchegg wollte diesen entgegenwirken, indem er alte Rechte bestätigte (z. B. die Mainzer Stadtfreiheit von 1254) und neue erließ (keine Anwendung von Kirchenstrafen bei Steuersachen). In der Frage des Steuer- und Gerichtsprivilegs der Geistlichen aber hielt er sich zurück, um sich nicht die eine oder andere Seite zum Gegner zu machen. Daher kam die Bürgerschaft auch nicht zur Ruhe und begehrte weiter gegen die Privilegien auf. Erzbischof Matthias nahm dazu eine bedächtige Haltung ein, die zwar in seinem Episkopat den Frieden bewahrte, jedoch die Probleme in die Zukunft verschob. Die Emanzipationsbestrebungen der Bürger brachen in der Folge auch häufiger auf und endeten schließlich mit dem Verlust der Stadtfreiheit 1462.
Auch die Territorialpolitik des Erzbischofs war nicht von langfristigem Erfolg. Anfänglichen Erfolgen in der Fehde gegen die Landgrafschaft Hessen (Eroberung Gießens 1327) folgte eine vernichtende Niederlage bei Wetzlar im August 1328, in der der Mainzer Feldhauptmann Graf Johann von Nassau fiel.
Am 9. September 1328 starb Matthias von Buchegg in Miltenberg und wurde im Mainzer Dom bestattet. Sein Grabdenkmal leitete eine neue Epoche in der Gestaltung dieser Kunstwerke ein.